# Macero (cómic)
Macero (en inglés, Mauler, acrónimo en inglés de Mobile Armored Utility Laser-guided E-beam, Revised; Armadura Móvil Provista de un Rayo de Electrones, Revisada, en español) es un nombre usado por dos personajes ficticios que aparecen en cómics publicado por Marvel Comics. 

## Historia de publicación
La primera versión aparece en Daredevil #167 (noviembre de 1980) y fue creada por David Michelinie y Frank Miller. 
El segundo personaje aparece por primera vez en Iron Man #156 (marzo de 1982) y fue creado por David Michelinie; John Romita, Jr. y Pablo Marcos.

## Biografía del personaje ficticio

### Aaron Soames
Aaron Soames, el primer Macero, era un anciano y antiguo empleado del Conglomerado Cord privado de sus beneficios de pensión por un error informático. Soames robó el traje prototipo de la armadura Macero con la esperanza de castigar a Edwin Cord, que era indiferente a la difícil situación de Soames. Soames tuvo dos enfrentamientos con el héroe Daredevil, y después de humillar a Cord borrando simbólicamente su existencia también al destruir su licencia de conductor, tarjetas de crédito y otros medios de identificación personal (él no tenía intención de hacerle ningún daño real), fue asesinado con armamento avanzado por los hombres de Cord. Daredevil fue uno de los pocos dolientes en el funeral de Soames.

### Turk Barrett
La armadura Macero reaparece cuando el criminal de poca monta Turk Barrett roba la armadura e intenta matar a Daredevil. Barrett es derrotado en segundos por Daredevil.

### Brendan Doyle
Más tarde, el mercenario Brendan Doyle es contratado por el ahora encarcelado Edwin Cord para robar la armadura de Stark Internacional (la empresa del alter ego de Iron Man, Tony Stark) y destruir todos los registros del diseño de trajes y el historial. Aunque tuvo éxito al robar el traje, a Doyle le impide llegar a los registros el excompañero Jim Rhodes, y decide quedarse el traje. Como soldado de alquiler, Doyle combate contra los héroes Spider-Man y el Hombre Maravilla y se encuentra a Spider-Man una vez más al intentar recuperar a su hijo recién nacido. Doyle vuelve a aparecer durante las Armor Wars cuando la armadura Macero fue confiscada por el héroe (que está rastreando la tecnología basada en sus diseños robados).
Doyle finalmente obtiene un nuevo traje de la armadura Macero y combate contra el equipo de superhéroes canadiense Alpha Flight. Jim Rhodes suplanta brevemente al Macero. Doyle regresa durante la Guerra Civil causada por la Ley de Registro Sobrehumano, y se encuentra con el equipo de superhéroes Vengadores.
Brendan Doyle después es reclutado por el Mandarín y Zeke Stane para unirse a los otros villanos de Iron Man en un complot para acabar con Iron Man.

### Macero IV
Roderick Kingsley más tarde vendió una de las armaduras de Macero a un criminal no identificado. Macero IV se ve del lado de Roderick Kingsley en el momento en que Hobgoblin (que en realidad era el mayordomo de Roderick Kingsley) dirigía a sus fuerzas a atacar a la Nación Duende del Rey Duende. Después de que Hobgoblin fue asesinado por el Rey Duende, Macero IV se encontraba entre los villanos que desertaron del Metro Duende.

## Poderes y habilidades
La armadura Macero proporciona una fuerte protección contra los ataques físicos y basados en energía, aumenta la fuerza del usuario y, por cortesía de unas turbinas, permite volar. Además de los sistemas de soporte de vida internos, un cañón láser que funciona como un arma de partículas de electrones está montado en el brazo izquierdo. La palma de la mano derecha de la armadura también puede generar un choque eléctrico de alta frecuencia.

## En otros medios

### Videojuegos
- El Brendan Doyle de Macero aparece en las versiones de PSP y Wii del videojuego Iron Man 2 con la voz de Steven Blum. Macero aparece en el Helitransporte de S.H.I.E.L.D. iniciando el plan de Kearson DeWitt para derribar la aeronave con bombas. Iron Man desarma las bombas y finalmente derrota a Macero. Macero lleva una bomba que Iron Man hace estallar para derrotar a Macero. A continuación, combate y derrota a Macero una vez más desarmando múltiples bombas en el proceso.